# Boslust
Boslust is een buurtschap  die zich ongeveer 1 km ten oosten van Alphen bevindt, in de Nederlandse provincie Noord-Brabant.
Het gebied werd in 1216 door Godfried III van Breda aan de Abdij van Tongerlo geschonken. Er hebben elf hoeven gestaan, waarvan er in 1944 tien door oorlogsgeweld zijn verwoest. Daarvan was de Oude Nieuwelandse Hoeve oorspronkelijk een omgrachte en versterkte boerderij. Hierin zijn nog
De Pastoriehoef werd na de Tweede Wereldoorlog opnieuw opgebouwd. Op deze plaats werd, na de val van 's-Hertogenbosch in 1629, de Mis opgedragen voor de inwoners van Tilburg. Na 1648 gebeurde dat in een grenskerk te Nieuwkerk. Alhier bestond de Oude Pastorie, waar de Norbertijnen van Tongerlo die vanouds de zielzorg in Alphen behartigden. Deze werd in 1830 afgebroken en in 1833 kwam er in Alphen een pastoor vanuit het bisdom, en werd in deze kern ook een nieuwe pastorie gebouwd.
Te Boslust bevindt zich ook het Pestkerkhof, dat onder Alphen wordt beschreven.
Hoofdplaats: Alphen      Dorpen: Bavel (deels) · Chaam · Galder · Strijbeek · Ulvenhout (deels) 

Buurtschappen: Alphen-Oosterwijk · Anneville · Balleman · Boshoven · Boslust · Couwelaar · Chaamdijk · Dassemus · Druisdijk · Geersbroek · Ginderdoor  · Grazen · Heerstaaien · Heikant · Het Sas · Hondseind · Houtgoor · Kalishoek · Kerzel · Klooster · Kwaalburg · Leg · Looneind · Meijsberg · Notsel · Rakens · Snijders-Chaam · Terover · Venweg · 't Zand 

Noord-Brabant: Steden en dorpen      Nederland: Provincies · Gemeenten